# Donieber Alexander Marangon
Donieber Alexander Marangon (Jundiai, São Paulo, Brasil, 22 d'octubre de 1979), més conegut com a Doni és un porter brasiler de futbol que actualment juga al Liverpool FC de la Premier League d'Anglaterra.

## Trajectòria

### Sport Clube Corinthians Paulista
Tot i que el seu primer equip va ser el Botafogo de Futebol e Regatas va debutar com a professional amb el Sport Clube Corinthians Paulista, on hi va estar dues temporades, jugant 59 partits. Amb l'equip de São Paulo va guanyar la Copa brasilera de futbol, el Torneig Rio-São Paulo i el Campionat paulista.

### Santos i Cruzeiro
L'any 2004 fitxa pel Santos Futebol Clube, no va debutar amb l'equip i se'n va anar al Cruzeiro Esporte Clube on va estar una temporada, tot i que només va disputar 6 partits de lliga, va disputar 4 de copa i 7 de la Copa Libertadores de América.

### Esporte Clube Juventude
L'any 2005 fitxa pel Esporte Clube Juventude, al final de temporada va disputar 29 partits amb l'equip Periquito.

### AS Roma
A la temporada 2005-2006 dona el salt a Europa fitxant per l'AS Roma, club on estaria 6 temporades. Amb l'equip romà va guanyar tres títols, la Coppa Italia de l'any 2007, la de l'any 2008 i la Supercopa italiana de futbol de l'any 2007, amb els llops va jugar un total de 199 partits, 149 de lliga, 13 de copa i 37 en competicions europees.

### Liverpool FC
Després de 6 temporades amb l'AS Roma decideix fitxar pel Liverpool FC per jugar la temporada 2011-2012, fins ara ha jugat només tres partits amb els Reds, tot i que, ha guanyat un títol, la Copa de la Lliga anglesa de futbol, que l'equip Red no guanyava des de l'any 2003.

## Internacional
Amb la canarinha ha jugat, fins ara 10 partits i ha guanyat la Copa Amèrica de futbol 2007.